# Волковысский завод кровельных и строительно-отделочных машин
Волковы́сский завод кровельных и строительно-отделочных машин (Волковысский завод КСОМ; бел. Ваўкавыскі завод дахавых і будаўніча-аддзелачных машын) — белорусская компания по производству строительно-отделочной техники, располагавшаяся в городе Волковыск Гродненской области. В 2016 году приватизирована и перепрофилирована.

## История
Предприятие создавалось в 1977—1982 годах как опытно-экспериментальный завод. В 1982 году преобразован в завод кровельных и строительно-отделочных машин. Предприятие входило во Всесоюзное промышленное объединение по производству механизированного строительного инструмента и отделочных машин Министерства строительного, дорожного и коммунального машиностроения СССР, в 1986 году вошло в Московское НПО по производству механизированного строительного инструмента и отделочных машин того же министерства. С 1991 года — в составе Госкомитета Республики Беларусь по промышленности и межотраслевым производствам, с 1994 года — в Министерстве промышленности Республики Беларусь. В 2000 году завод преобразован в республиканское унитарное предприятие, в 2009 году — в открытое акционерное общество.
Завод выпускал 20 наименований оборудования для штукатурных, кровельных и малярных работ: оборудование для подогрева, транспортировки и нанесения битумной мастики, насосные агрегаты, шпаклёвочные, малярные станции и установки, бетономешалки, пульверизаторы для краски, компрессоры, котлы.
По состоянию на 2016 год завод входил в холдинг «Лидсельмаш». В середине 2010-х годов турецкий инвестор планировал организовать производство комплектующих для панельных радиаторов на базе завода. В 2016 году Александр Лукашенко встретился с инвестором и передал ему акции предприятия. 30 ноября 2016 года ОАО «Волковысский завод кровельных и строительно-отделочных машин» было ликвидировано в результате реорганизации. В декабре 2018 года сообщалось о задержках в выплате зарплаты и отсутствии отопления в производственных помещениях завода.